# Jezioro Krzywe Wigierskie
Jezioro Krzywe Wigierskie – jezioro położone na terenie gminy Suwałki, w województwie podlaskim, w pobliżu wsi Krzywe, przy granicy z Suwałkami (Dąbrówka-Młynek).
Jest to zbiornik polodowcowy o wydłużonym kształcie.
Powierzchnia zwierciadła wody 138,4 ha, powierzchnia wysp 3,7 ha, głębokość maksymalna 28,5 m, głębokość średnia 8,4 m. Wody mają objętość 11 867,5 tys. m³.
Misa jeziora jest zróżnicowana, z wieloma głęboczkami i wypłaceniami. Długość linii brzegowej wynosi 11 300 m i jest silnie rozwinięta. Jest to zbiornik o typie rybackim sielawowo-siejowym.
Największym dopływem zasilającym jezioro jest płynąca z północy rzeka Kamionka. Odpływ następuje przez Jezioro Zielone do Koleśnego. Zbiornik nie posiada zarejestrowanych źródeł zanieczyszczeń.